# Ziua Națiunilor Unite
În 1947, Adunarea Generală a Națiunilor Unite a declarat 24 octombrie, ziua aniversară a Cartei Națiunilor Unite, care „va fi dedicată informării popoarele din lume despre scopurile și realizările Organizației Națiunilor Unite și a câștigat sprijinul lor pentru activitatea sa”. 
În 1971 Adunarea Generală a Națiunilor Unite a adoptat o rezoluție prin care declară că „Ziua internațională a Națiunilor Unite” trebuie să fie o zi de sărbătoare și a recomandat că ar trebui să fie considerată ca o sărbătoare a Națiunilor Unite de către toate statele membre. 
Ziua Națiunilor Unite este dedicată informării popoarele din lume cu privire la obiectivele și realizările Organizației Națiunilor Unite. Ziua Națiunilor Unite este parte a Săptămânii Organizației Națiunilor Unite, care se va desfășura de la 20 la 26 octombrie.

## Comemorarea
Ziua Națiunilor Unite este marcată tradițional în întreaga lume, cu întâlniri, discuții și expozitii despre realizările și obiectivele organizației. 
În Statele Unite ale Americii, președintele face o proclamare în fiecare an, pentru Ziua Organizației Națiunilor Unite din anul 1946. 
În Kosovo, Ziua Națiunilor Unite este o zi liberă de lucru pentru funcționarii publici deoarece provincia este administrată de către Misiunea de Administrație Interimară a ONU.